# Phill Lewis
Phillip David Lewis (Arua, 14 febbraio 1968) è un attore statunitense.
Grazie alla sua interpretazione di successo nei panni del Signor Moseby in Zack e Cody al Grand Hotel e Zack e Cody sul ponte di comando, è considerato all'unanimità il migliore attore della storia di Disney Channel.

## Biografia

### Carriera

#### Ruoli principali
È una delle star dello show televisivo di Disney Channel, Zack e Cody al Grand Hotel, dove interpreta il ruolo del direttore del Tipton Hotel, Marion Moseby (Mr. Moseby).
Inoltre ha interpretato sempre Marion Moseby (Mr Moseby) nel ruolo del direttore della nave da crociera S.S. Tipton nella serie TV Zack e Cody sul ponte di comando, sequel di Zack e Cody al Grand Hotel
Precedentemente ha interpretato il ruolo di preside nella serie (sempre di Disney Channel) di Lizzie McGuire. Altri telefilm in cui ha partecipato sono Scrubs - Medici ai primi ferri nel ruolo di Hooch, Prima o poi divorzio!, Friends, Tutti al college e The Wayans Bros. È uno dei co-conduttore del primo Disney Channel Games.

#### Apparizioni
È apparso nel ruolo del Dottor Steven Jessup in Scappo dalla città - La vita, l'amore e le vacche, di John Ryan, dell'insegnante di Tia's e Tamera's in Sister, Sister e del padre di due figlie nel film Surviving Christmas. È apparso anche in Buffy l'ammazzavampiri nella quarta puntata della 3ª stagione. Inoltre ha anche partecipato al film del 2004 Se ti investo mi sposi?. Ha fatto anche una piccola parte nel film del 2005 Derby in famiglia, in un episodio della serie How I Met Your Mother e in Un papà da salvare facendo la parte del rapitore cattivo. Ultimamente ha partecipato come comparsa alla serie TV Aiutami Hope!, nei panni del padre di un ragazzo amico del protagonista. Inoltre è apparso nel film Le spie dove interpretava la guardia del corpo del pugile interpretato da Eddie Murphy. Inoltre ha recitato nella serie TV statunitense Scrubs - Medici ai primi ferri nella parte del chirurgo Hooch.

### Vicende giudiziarie
Nel 1991 mentre guidava in stato di ebbrezza, si schiantò contro un'altra vettura, causando la morte del guidatore, la ventunenne Isabel Duarte. Nel 1993 fu condannato per omicidio colposo a cinque anni di prigione. Uscito dopo quattro anni, scontò 350 ore di servizi sociali.

## Filmografia parziale

### Attore

#### Cinema
- Schegge di follia (Heathers), regia di Michael Lehmann (1989)
- Scappo dalla città - La vita, l'amore e le vacche (City Slickers), regia di Ron Underwood (1991)
- Le spie (I Spy), regia di Betty Thomas (2002)
- Beverly Hills Chihuahua 2, regia di Alex Zamm (2011)
- Wish I Was Here, regia di Zach Braff (2014)

#### Televisione
- Un fratello venuto dal futuro (Brother Future), regia di Roy Campanella II – film TV (1991)
- Hardball – serie TV, 9 episodi (1994)
- Buffy l'ammazzavampiri (Buffy the Vampire Slayer) – serie TV, episodio 3x04 (1998)
- Dharma & Greg – serie TV, episodio 5x02 (2001)
- Prima o poi divorzio! (Yes, Dear) – serie TV, 10 episodi (2001-2006)
- Joan of Arcadia – serie TV, episodio 1x04 (2003)
- 8 semplici regole (8 Simple Rules... for Dating My Teenage Daughter) – serie TV, episodio 2x12 (2004)
- Zack e Cody al Grand Hotel (The Suite Life of Zack and Cody) – serie TV, 87 episodi (2005-2008)
- Scrubs - Medici ai primi ferri (Scrubs) – serie TV, 5 episodi (2005-2009)
- Disney Channel Games – mini serie (2006-2008)
- Zack e Cody sul ponte di comando (The Suite Life on Deck) – serie TV, 55 episodi (2008-2011)
- Un papà da salvare (Dadnapped), regia di Paul Hoen – film TV (2009)
- Zack & Cody - Il film (The Suite Life Movie), regia di Sean McNamara – film TV (2011)
- Buona fortuna Charlie - Road Trip Movie (Good Luck Charlie, It's Christmas!), regia di Arlene Sanford – film TV (2011)
- Jessie – serie TV, episodio 4x05 (2015)
- How I Met Your Mother – serie TV, episodio 3x07 (2007)
- Nicky, Ricky, Dicky & Dawn – serie TV, episodio 2x12 (2015)

### Doppiatore

#### Televisione
- American Dad! - Duper
- Phineas e Ferb - Manager dell'hotel hawaiano
- Agente Speciale Oso - Agente Speciale Wolfie

## Doppiatori italiani
Nelle versioni in italiano dei suoi lavori, Phill Lewis è stato doppiato da:
- Fabrizio Vidale in Zack & Cody al Grand Hotel, Disney Channel Games, Zack & Cody sul ponte di comando, Zack & Cody - Il film, Beverly Hills Chihuahua 2, I maghi di Waverly, Jessie
- Oreste Baldini in Scappo dalla città - La vita, l'amore e le vacche
- Natale Ciravolo in Ally McBeal
- Vladimiro Conti in Friends
- Simone Mori in Le spie
- Massimo Bitossi in Scrubs  - Medici ai primi ferri (ep. 7x05; 8x19)
- Giorgio Bonino in How I Met Your Mother

Da doppiatore è sostituito da:
- Marco Baroni in Agente Speciale Oso